# Campeonatos nacionais de ciclismo em estrada
O Campeonato Nacional de Ciclismo em Estrada é organizado anualmente pelas nações anfitriãs em cada disciplina da competição de ciclismo, que são ciclismo de estrada, ciclismo de pista, BMX e MTB. Na maioria dos casos, cada nação mantém seus eventos anuais no início de junho, durante uma pausa projetada no calendário profissional. Nações da Oceania, mais notavelmente a Austrália e a Nova Zelândia, realizam os seus campeonatos nacionais no final de janeiro. No início de 2011, os Estados Unidos mantêm seus campeonatos nacionais no final de maio, coincidindo com o fim de semana do Memorial Day.
Em corridas de estrada, os ciclistas vencedores de campeonatos nacionais são coroados como:
- Campeão de Corrida em Estrada (Elite, masculino)
- Campeão de Contrarrelógio (Elite, feminina)
- Campeã de Corrida em Estrada Feminino
- Campeã de Contrarrelógio Feminino
- Campeão Sub-23 de Corrida em Estrada Masculino
- Campeão Sub-23 de Contrarrelógio Masculino

## Campeonato Nacional - Camisa de Ciclismo

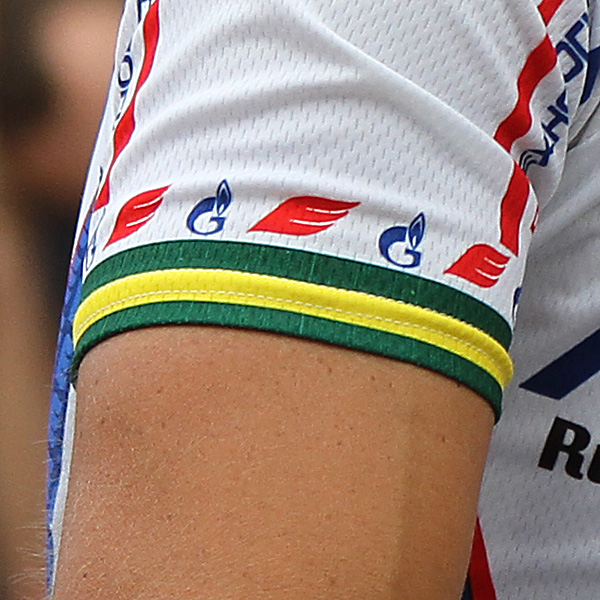
A faixa do campeão nacional australiano, usado por Robbie McEwen, como parte da camisa de sua equipe Katusha.

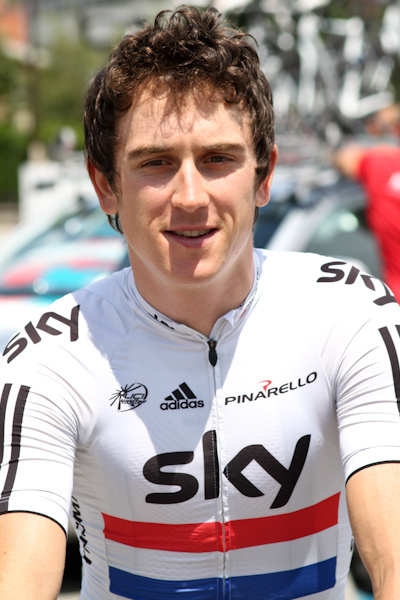
Geraint Thomas em 2011, vestindo sua camisa, sendo o vencedor do Campeonato do Reino Unido de Ciclismo em Estrada de 2010.

Cada campeonato nacional distingue-se por uma camisa de ciclismo que muitas vezes traz a bandeira ou simplesmente as cores distintas da nação. Os ciclistas campeões nacionais estão autorizados a usá-la no ano em que são campeões e, em seguida, autorizados a usar as cores nacionais sobre o decote ou em faixas ao redor dos braços.